# Municipio de Deep Creek (Iowa)
El municipio de Deep Creek (en inglés: Deep Creek Township) es un municipio ubicado en el condado de Clinton en el estado estadounidense de Iowa. En el año 2010 tenía una población de 736 habitantes y una densidad poblacional de 7,84 personas por km².

## Geografía
El municipio de Deep Creek se encuentra ubicado en las coordenadas 41°59′28″N 90°22′32″O / 41.99111, -90.37556. Según la Oficina del Censo de los Estados Unidos, el municipio tiene una superficie total de 93.92 km², de la cual 93,45 km² corresponden a tierra firme y (0,5 %) 0,47 km² es agua.

## Demografía
Según el censo de 2010, había 736 personas residiendo en el municipio de Deep Creek. La densidad de población era de 7,84 hab./km². De los 736 habitantes, el municipio de Deep Creek estaba compuesto por el 99,46 % blancos y el 0,54 % eran de una mezcla de razas. Del total de la población el 0,68 % eran hispanos o latinos de cualquier raza.